# ریم هاکوهن
خاخام ریم هاکوهن (عبری: רא''ם הכהן؛ زاده ۱ مارس ۱۹۵۷؛ ۲۵ آدار اول ۵۷۱۷) یک خاخام مذهبی صهیونیست اسرائیلی است. هاکوهن روش یشیوا یشیوات اوتنیل (به همراه خاخام بنیامین کالمانزون) و خاخام شهرک اسرائیلی اوتنیل است.

## زندگی‌نامه
ریم هاکوهن در ۱ مارس ۱۹۵۷ در اورشلیم به دنیا آمد و از یدایا، یکی از مدیران یشیوات هار اتزیون و پسر متفکر صهیونیست اشموئل هاکوهن وینگارتن، و دینا، رئیس میدرست ایموناو دختر پیشگام صهیونیستی نتان گاردی متولد شد. او به نام پدربزرگش، خاخام آبراهام مردخای نامگذاری شد. او در مرز محله‌های رهاویا و شعاری حسد اورشلیم بزرگ شد. هاکوهن در جوانی خود به‌طور مکرر از خانه خاخام شلومو زالمان اورباخ بازدید می‌کرد.
او در دبیرستان شهردار بومی آشیوا زیر نظر خاخام‌ها آری بینا و دیوید فاکس و پس از آن در یشیت هار اتزیون در آلون شووت زیر نظر خاخام‌ها اهارن لیختن اشتاین و یهودا آمیتال تحصیل کرد. او در سپاه زرهی اسرائیل خدمت کرد و تا درجه سرگردی در نیروهای ذخیره ارتقا یافت. هاکوهن نیم خواه را از خاخام لیختنشتاین و خاخام الیزر والدنبرگ (نویسنده رساله هالاچی تزیتز الیزر) دریافت کرد. او همچنین با خاخام شولوم آیزن، یک پوزک در ادها هاچاریدیس، مطالعه کرد.
هاکوهن در یشیوات یا اتزیون تحت رهبری خاخام‌هایم دروکمن و در یشیوات شووت یسرائیل در افرات خدمت کرد. در سال ۱۹۹۴، او توسط خاخام‌های بنیامین کالمانزون و امی اولامی دعوت شد تا روش یشیوا در یشیوات اوتنیل باشد. سال، هاکوهن خاخام جامعه شهر اوتنیل شد.
در گذشته خاخام هاکوهن با سازمان «حلقه‌های عدالت» کار می‌کرد. در سال ۲۰۰۶، او برای پست خاخام ارشد ارتش اسرائیل نامزد شد.
او در هیئت داوران «کین لچا چاور»، مسابقه تورات که توسط میفال هاپاییس اجرا می‌شود، خدمت می‌کند.

### خانواده
خاخام هاکوهن و همسرش نوآ ۹ فرزند دارند. پسر او، خاخام آوری هاکوهن، یک رام در یشیوات اوتنیل است. پسر دیگر، سرهنگ دوم یونی هاکوهن، فرمانده گردان ۸۹۰ «افاح» چترباز ارتش اسرائیل است.
بزرگترین برادر او سرلشکر گرشون هاکوهن، افسر ارشد ارتش اسرائیل است. برادران دیگر او خاخام الیاشیو هاکوهن، روش یشیوا در یشیوات بیت شموئل در هادره، خاخام آویا هاکوهن، رام در یشیوات تکوا و خاخام چاییم هاکوهن، رئیس برنامه پیش از ارتش بیت یاتیر هستند. خاخام آهارون هارل، رئیس دبیرستان لو چاداش یشیوا در شیلو.

## آراء و فلسفه
به گفته خاخام هاکوهن، یادگیری در بیت میدراش باید با دنیای خارج مرتبط باشد، همان‌طور که قسمت‌های درونی تورات باید به قسمت‌های بیرونی متصل شود. به همین دلیل، تدریس او به منابع مختلفی از منابع علمی و حرفه ای گرفته تا منابع هالاچی و کابالیستی ارجاع می‌دهد. ویژگی فلسفه آموزشی خاخام هاکوهن استقلال متفکرانه است. او به عنوان شاگرد خاخام لیختنشتاین از روش بریسکر برای یادگیری تلمود استفاده می‌کند. او شاگرد کابالا، به ویژه آموزه‌های رامچال، چاباد (به ویژه بعل هاتانیا) و مناهم آزاریا دا فانو است. آموزه‌های راو کوک نیز در فلسفه او نقش اساسی دارند، به خصوص که توسط خاخام دیوید کوهن تفسیر می‌شوند. هاکوهن فکر می‌کند که اهدای اعضای بدن و داشتن کارت اهدای عضو، الزام‌آور است. او سیگار کشیدن را به عنوان نوعی خودکشی ممنوع می‌کند. او از پیروانش می‌خواهد که از تچلت استفاده کنند.

## آثار
- بدای ها-آرون- بینش‌های تلمودی
- هیلم وگیلوی- در مورد وحی خدا، از خلقت تا الواح دوم
- کول دامامه و لاراهوک و کاروف- در ایام اعلیحضرت
- بنی نویم - معنای نبوت برای عصر ما
- ریه و-ییرا- ابراهیم و اسحاق برای زمان ما
- درک شعار الیون - در مورد رساله قربانی و خدمات معبد